# Абель (фильм)
«Абель» (нидерл. Abel) — нидерландская комедия Алекс ван Вармердама, снятая в 1986 году.

## Сюжет
Абелю 31 и он всё ещё живёт с родителями. По мнению отца Виктора Абель не выходил на улицу более 10 лет. Мать Дюф является главным другом и во всём потакает. Он проводит большую часть своей жизни смотря в бинокль за соседями и охотясь за мухами с огромными ножницами. Отец привлекает психиатра, который возлагает всю вину на родителей. После мать и сын тайно покупают телевизор, отец Виктора выходит из себя и выгоняет сына на улицу. Абель встречает Зюс, которая работает в заведении под названием «Голые девушки». Она жалеет его. Зюс имеет связь с женатым мужчиной и Абель узнаёт этого человека. Это его собственный отец. Тем временем Дюф узнаёт о его местонахождении и происходит противостояние с Зюс.

## В ролях
- Алекс ван Вармердам — Абель
- Анри Гарсен — Отец Виктор
- Ольга Зюйдерхёк — Мать Дюф
- Аннет Малерб — Зюс
- Аренд Ян Ван Вос — психолог
- Антон Кофьюс — магнитизёр
- Лоес Люка — Кристина